# Nemoura securigera
Nemoura securigera är en bäcksländeart som beskrevs av František Klapálek 1908. Nemoura securigera ingår i släktet Nemoura och familjen kryssbäcksländor. Inga underarter finns listade i Catalogue of Life.